# Adelaida de Poelgeest

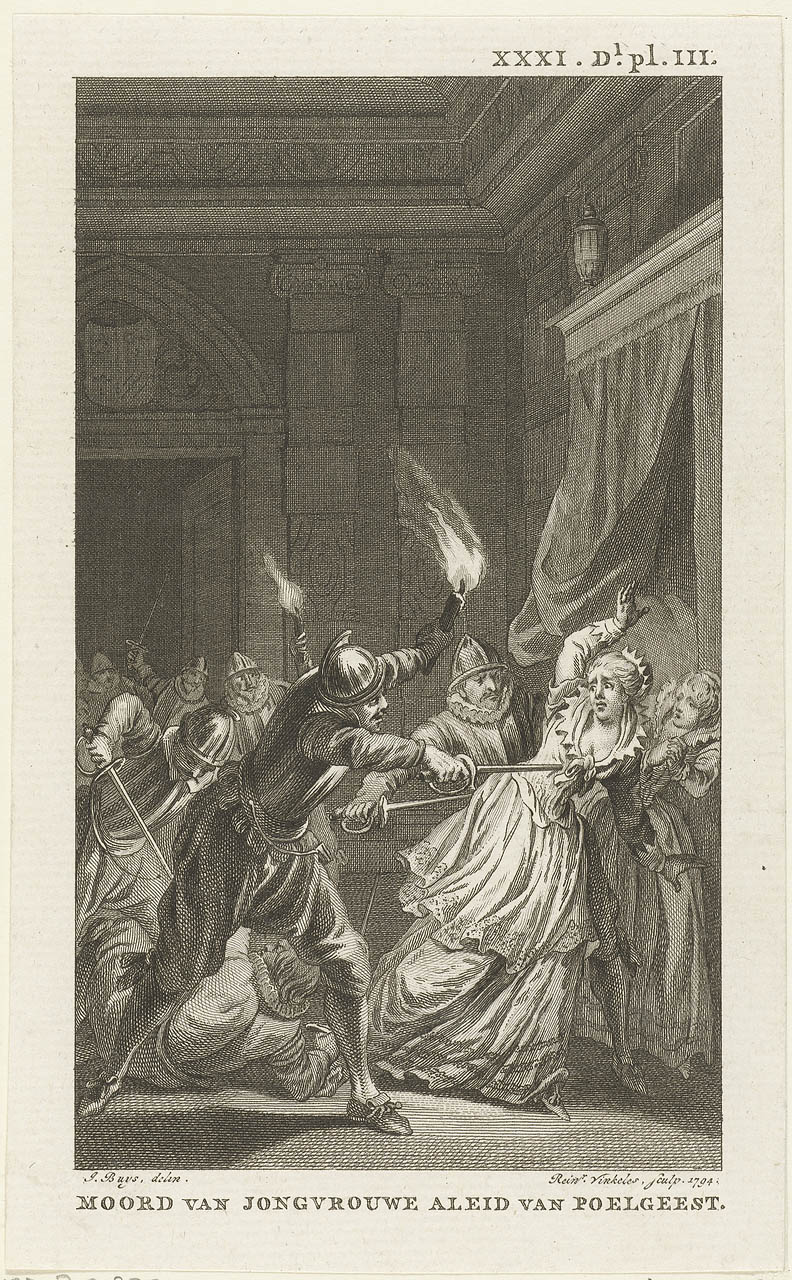
El asesinato de Adelaida de Poelgeest

Adelaida de Poelgeest (Koudekerk aan den Rijn, hacia 1370 -asesinada en La Haya, el 22 de septiembre de 1392, fue una noble holandesa, hija de Juan de Poelgeest y amante del conde de Holanda, Alberto I de Baviera. 
Según Dujardin, esta mujer tan espiritual como hermosa  tenía tal ascendiente sobre Alberto I que gobernaba enteramente su corte. El padre de Adelaida tomó partido por los "Kabelljauws", antiguos partidarios del conde Guillermo en la guerra civil que le enfrentó con su madre la emperatriz Margarita,  lo que hizo recaer sobre su hija la animadversión  de la otra facción: los "Hoeks", que sufrían impacientemente la pérdida del favor que habían tenido bajo el reinado precedente.
No había privilegio que se consiguiera si no era por su mediación. El hijo mayor de Alberto, Guillermo, no ocultaba la enemistad que sentía hacia la amante de su padre, lo que enardeció a los "Hoeks" que planearon el asesinato de Adelaida.
Los conjurados fijaron para la ejecución la noche del 21 al 22 de septiembre de 1390. Echaron abajo las puertas de la habitación de Adelaida y mataron a Guillermo Kuser, mayordomo de Alberto I, que había salido en su defensa, asestando luego varias puñaladas a la favorita. El temor a la cólera de Alberto hizo abandonar el país a los conjurados.  Parece que uno de los asesinos pudo ser Felipe, hijo de Hugo de Bloote, pues fue obligado, para obtener un favor, a arrodillarse en público ante el padre de Adelaida en demanda de perdón, sumisión que sólo se exigía entonces a los asesinos.
Conrado Kuser, padre del mayordomo asesinado, también solicitó venganza a Alberto I afirmando que la huida de los "Hoeks" era una confesión pública del crimen y que el Estado y la autoridad del duque la hacían necesaria.
Alberto publicó un anuncio por el que se autorizaba a cualquier ciudadano a matar a aquellos que hubieran cometido un asesinato en el país. Con ello saldaba cuenta con sus oponentes políticos.
Conrado Kuser recibió la orden de derribar los castillos de los "Hoeks" y, tomando la orden como causa personal, asoló hasta los cimientos los castillos de Hodenpel, Duivenvoorde, Zandhorst, Heemstede, Warmond y Paddenpoel.  El hijo de Alberto, Guillermo, se refugió en Bois-le-Duc y después se exilió a Francia.